# Вольеры (Петергоф)
Восточный и западный волье́ры (фр. Volière — птичник) — два павильона в Нижнем парке Петергофа, использовавшиеся в летнее время как вольеры для содержания певчих птиц, помещённых в золочёные медные клетки. Оба вольера — единственные дошедшие до наших дней утилитарные деревянные постройки петровского времени.
Западный павильон устроен по другую сторону Монплезирской аллеи, восточный — рядом с построенным в тот же период фонтаном «Солнце», на противоположном берегу Менажерейного пруда, завершая ансамбль Менажерейного сада.
Павильоны строились по проекту зодчего Николо Микетти. Их создание началось в 1721 году, год спустя они были готовы. Проект был реализован с мелкими отступлениями от задумки автора.
Обе постройки решены одинаково, в виде двенадцатигранных беседок с куполом над центральной частью. Железную кровлю завершает восьмигранная башенка, устроенная для естественного освещения. Широкие мелко застеклённые полуциркульные проёмы окон придают особую легкость, свойственную парковым беседкам того времени, что объяснялось их чисто практическим назначением: находившимся внутри птицам требовалась максимальная освещённость. Стены вольеров были облицованы туфом, ракушками и «изгарью» (отходами при выплавке чугуна), чем подчеркивалась их связь с природой. Изначально купола были обиты парусиной, в 1751 году её заменили листовым железом, снятым при перестройке Большого дворца.
Внутреннюю роспись исполнил художник Луи Каравак, изобразив мифических охотников — Диану и Актеона, а также орнаменты из распустившихся цветов и листьев.
В 1774—1776 годах восточный вольер стал частью деревянной купальни, устроенной здесь по проекту Юрия Фельтена. При этом наружные стены, с которых был снят туф, были обшиты прямоугольными филёнками. Возможно, что тогда же утратил своё исконное назначение, превратившись лишь в декоративное довершение сложившегося ансамбля, и второй павильон.
В 1821 году И. Кельберг воссоздал плафон восточного вольера, а в западном подновил орнамент и расписал карниз «под мрамор».
В 1926 году здание купальни, в которую был встроен восточный вольер, было разобрано; сам павильон был сохранён. Как и все парковые сооружения, вольеры сильно пострадали в годы войны. Лишь в 1959 году западный павильон отреставрировали, восточный же до недавнего времени так и оставался без внешнего убранства.